# Boxford (Massachusetts)
Holyoke French House
Localização de Massachusetts nos E.U.A.
Boxford é uma vila localizada no condado de Essex no estado estadounidense de Massachusetts. De acordo com o censo de 2018. a população da cidade era 8.270 pessoas. O centro original da cidade de Boxford, era East Boxford e outras áreas na parte leste da cidade, compõem o local designado por censo de Boxford.

## Geografia
Boxford encontra-se localizado nas coordenadas 42° 40′ 59″ N, 71° 01′ 06″ O. Segundo o Departamento do Censo dos Estados Unidos, Boxford tem uma superfície total de 63.2 km², da qual 61.01 km² correspondem a terra firme e (3.46%) 2.19 km² é água.

## Demografia
Segundo o censo de 2010, tinha 7.965 pessoas residindo em Boxford. A densidade populacional era de 126,02 hab./km². Dos 7.965 habitantes, Boxford estava composto pelo 96.43% brancos, o 0.51% eram afroamericanos, o 0.06% eram amerindios, o 1.54% eram asiáticos, o 0% eram insulares do Pacífico, o 0.26% eram de outras raças e o 1.18% pertenciam a duas ou mais raças. Do total da população o 1.82% eram hispanos ou latinos de qualquer raça.